# Rezeta
Rezeta è un film del 2012 diretto da Fernando Frias.
Il film, interpretato da attori non professionisti, è stato presentato al Festival Internacional de Cine de Morelia l'11 novembre 2012.

## Trama
Una giovane modella kosovara di nome Rezeta, giunge a Città del Messico, ingaggiata da una locale agenzia.
Vissuta negli ultimi anni negli Stati Uniti, non conosce lo spagnolo ma ha uno spirito libero e aperto alle nuove esperienze.
Dopo un'avventura con un fotografo e una breve relazione con un ragazzo "troppo intellettuale", Rezeta comincia a frequentare Alex, un ragazzo con il quale si era incontrata casualmente sul set della sua prima pubblicità in Messico e col quale aveva stretto dapprima una solida amicizia.
Pur essendo molto diversi, lei una modella sempre più inserita nel fatuo mondo della moda e lui un artista punk allergico al "belmondo", i due formano una coppia affiatata e vanno a vivere insieme nella casa che Rezeta, ora, può permettersi di non dividere con altre colleghe.
Lui è sempre più geloso della gente che lei frequenta negli innumerevoli party ai quali è invitata. La cosa lacera il rapporto perché Rezeta, che oltretutto ha rifiutato offerte allettanti all'estero per restare a Città del Messico, proprio per non lasciare Alex, non sopporta la mancanza di fiducia di questo.
I due si separano ma restano innamorati l'uno dell'altra.